# Saint-Étienne-sous-Barbuise
Saint-Étienne-sous-Barbuise es una comuna francesa situada en el departamento de Aube, en la región de Gran Este.

## Demografía
| 129 | 154 | 144 | 147 | 117 | 118 | 175 |
| Para los censos de 1962 a 1999 la población legal corresponde a la población sin duplicidades (Fuente: INSEE [Consultar]) |     |     |     |     |     |     |